# جبل تشارلستون
جبل تشارلستون، بما في ذلك قمة تشارلستون بارتفاع 11,916 قدم (3,632 مترًا)، هو أعلى جبل في جبال الينابيع ومقاطعة كلارك في ولاية نيفادا، الولايات المتحدة. إنه ثامن أعلى جبل في الولاية. بفاصل كبير عن القمم الأعلى عبر حوضين كبيرين ومنخفضين، يعتبر جبل تشارلستون أكثر قمم نيفادا بروزًا من الناحية الطبوغرافية، وثامن أكثر قمم الولايات المتحدة المتصلة بروزًا. إنه أحد ثمان قمم فائقة البروز في نيفادا. يقع على بعد حوالي 35 ميلاً (56 كم) شمال غرب لاس فيغاس داخل منطقة جبل تشارلستون البرية، التي تقع ضمن منطقة ترفيه الجبال الربيعية في غابة هومبولت تويابي الوطنية.

## ملخص
جبل تشارلستون هو منتجع طوال العام لسكان لاس فيغاس وزوارها، حيث يتمتع بعدد من مسارات التنزه، ومنطقة تزلج، وفندق، ومطعم صغير. يظهر الجبل، الذي يكسوه الثلج لأكثر من نصف العام، من بعض أجزاء شارع لاس فيغاس الرئيسي عند النظر إلى الغرب. يحتوي جبل تشارلستون على ما يقرب من 200 موقع للتخييم وأكثر من 150 منطقة للنزهات، بعضها يمكن الوصول إليها بواسطة المركبات الترفيهية.
يقع قرية جبل تشارلستون في نيفادا عند قاعدتها إلى الشرق. تصدر ولاية نيفادا لوحات ترخيص تحمل تسمية "جبل تشارلستون" وصورة للقمة في الخلفية. تدعم مبيعات هذه اللوحات البيئة الطبيعية لمنطقة جبل تشارلستون من خلال منح تديرها إدارة أراضي الدولة في نيفادا.
وفقًا لمشروع الكتّاب الفيدراليين، سُمي جبل تشارلستون نسبةً إلى تشارلستون في ولاية كارولينا الجنوبية من قبل السكان الجنوبيين.

## المناخ
| البيانات المناخية لـجبل تشارلستون 36.2677 N, 115.6984 W, ارتفاع: 11,148 قدم (3,398 م) (1991–2020 normals) | البيانات المناخية لـجبل تشارلستون 36.2677 N, 115.6984 W, ارتفاع: 11,148 قدم (3,398 م) (1991–2020 normals) | البيانات المناخية لـجبل تشارلستون 36.2677 N, 115.6984 W, ارتفاع: 11,148 قدم (3,398 م) (1991–2020 normals) | البيانات المناخية لـجبل تشارلستون 36.2677 N, 115.6984 W, ارتفاع: 11,148 قدم (3,398 م) (1991–2020 normals) | البيانات المناخية لـجبل تشارلستون 36.2677 N, 115.6984 W, ارتفاع: 11,148 قدم (3,398 م) (1991–2020 normals) | البيانات المناخية لـجبل تشارلستون 36.2677 N, 115.6984 W, ارتفاع: 11,148 قدم (3,398 م) (1991–2020 normals) | البيانات المناخية لـجبل تشارلستون 36.2677 N, 115.6984 W, ارتفاع: 11,148 قدم (3,398 م) (1991–2020 normals) | البيانات المناخية لـجبل تشارلستون 36.2677 N, 115.6984 W, ارتفاع: 11,148 قدم (3,398 م) (1991–2020 normals) | البيانات المناخية لـجبل تشارلستون 36.2677 N, 115.6984 W, ارتفاع: 11,148 قدم (3,398 م) (1991–2020 normals) | البيانات المناخية لـجبل تشارلستون 36.2677 N, 115.6984 W, ارتفاع: 11,148 قدم (3,398 م) (1991–2020 normals) | البيانات المناخية لـجبل تشارلستون 36.2677 N, 115.6984 W, ارتفاع: 11,148 قدم (3,398 م) (1991–2020 normals) | البيانات المناخية لـجبل تشارلستون 36.2677 N, 115.6984 W, ارتفاع: 11,148 قدم (3,398 م) (1991–2020 normals) | البيانات المناخية لـجبل تشارلستون 36.2677 N, 115.6984 W, ارتفاع: 11,148 قدم (3,398 م) (1991–2020 normals) | البيانات المناخية لـجبل تشارلستون 36.2677 N, 115.6984 W, ارتفاع: 11,148 قدم (3,398 م) (1991–2020 normals) |
| الشهر | يناير | فبراير | مارس | أبريل | مايو | يونيو | يوليو | أغسطس | سبتمبر | أكتوبر | نوفمبر | ديسمبر | المعدل السنوي                                                                                             |
| --- | --- | --- | --- | --- | --- | --- | --- | --- | --- | --- | --- | --- | --- |
| متوسط درجة الحرارة الكبرى °ف (°م)                                                                         | 32.9 (0.5)                                                                                                | 31.9 (−0.1)                                                                                               | 35.2 (1.8)                                                                                                | 40.4 (4.7)                                                                                                | 49.1 (9.5)                                                                                                | 60.5 (15.8)                                                                                               | 66.6 (19.2)                                                                                               | 65.1 (18.4)                                                                                               | 59.0 (15.0)                                                                                               | 49.3 (9.6)                                                                                                | 39.6 (4.2)                                                                                                | 32.9 (0.5)                                                                                                | 46.9 (8.3)                                                                                                |
| المتوسط اليومي °ف (°م)                                                                                    | 23.0 (−5.0)                                                                                               | 21.4 (−5.9)                                                                                               | 24.4 (−4.2)                                                                                               | 28.4 (−2.0)                                                                                               | 36.4 (2.4)                                                                                                | 46.6 (8.1)                                                                                                | 52.9 (11.6)                                                                                               | 51.7 (10.9)                                                                                               | 45.8 (7.7)                                                                                                | 37.0 (2.8)                                                                                                | 29.0 (−1.7)                                                                                               | 23.1 (−4.9)                                                                                               | 35.0 (1.6)                                                                                                |
| متوسط درجة الحرارة الصغرى °ف (°م)                                                                         | 13.2 (−10.4)                                                                                              | 11.0 (−11.7)                                                                                              | 13.6 (−10.2)                                                                                              | 16.4 (−8.7)                                                                                               | 23.6 (−4.7)                                                                                               | 32.7 (0.4)                                                                                                | 39.3 (4.1)                                                                                                | 38.4 (3.6)                                                                                                | 32.5 (0.3)                                                                                                | 24.6 (−4.1)                                                                                               | 18.5 (−7.5)                                                                                               | 13.4 (−10.3)                                                                                              | 23.1 (−4.9)                                                                                               |
| الهطول إنش (مم)                                                                                           | 3.51 (89)                                                                                                 | 3.76 (96)                                                                                                 | 3.31 (84)                                                                                                 | 1.29 (33)                                                                                                 | 1.00 (25)                                                                                                 | 0.32 (8.1)                                                                                                | 2.24 (57)                                                                                                 | 2.02 (51)                                                                                                 | 1.79 (45)                                                                                                 | 1.93 (49)                                                                                                 | 1.69 (43)                                                                                                 | 2.96 (75)                                                                                                 | 25.82 (655.1)                                                                                             |
| المصدر: PRISM Climate Group                                                                               | | | | | | | | | | | | | |